# アラン・ミクリ

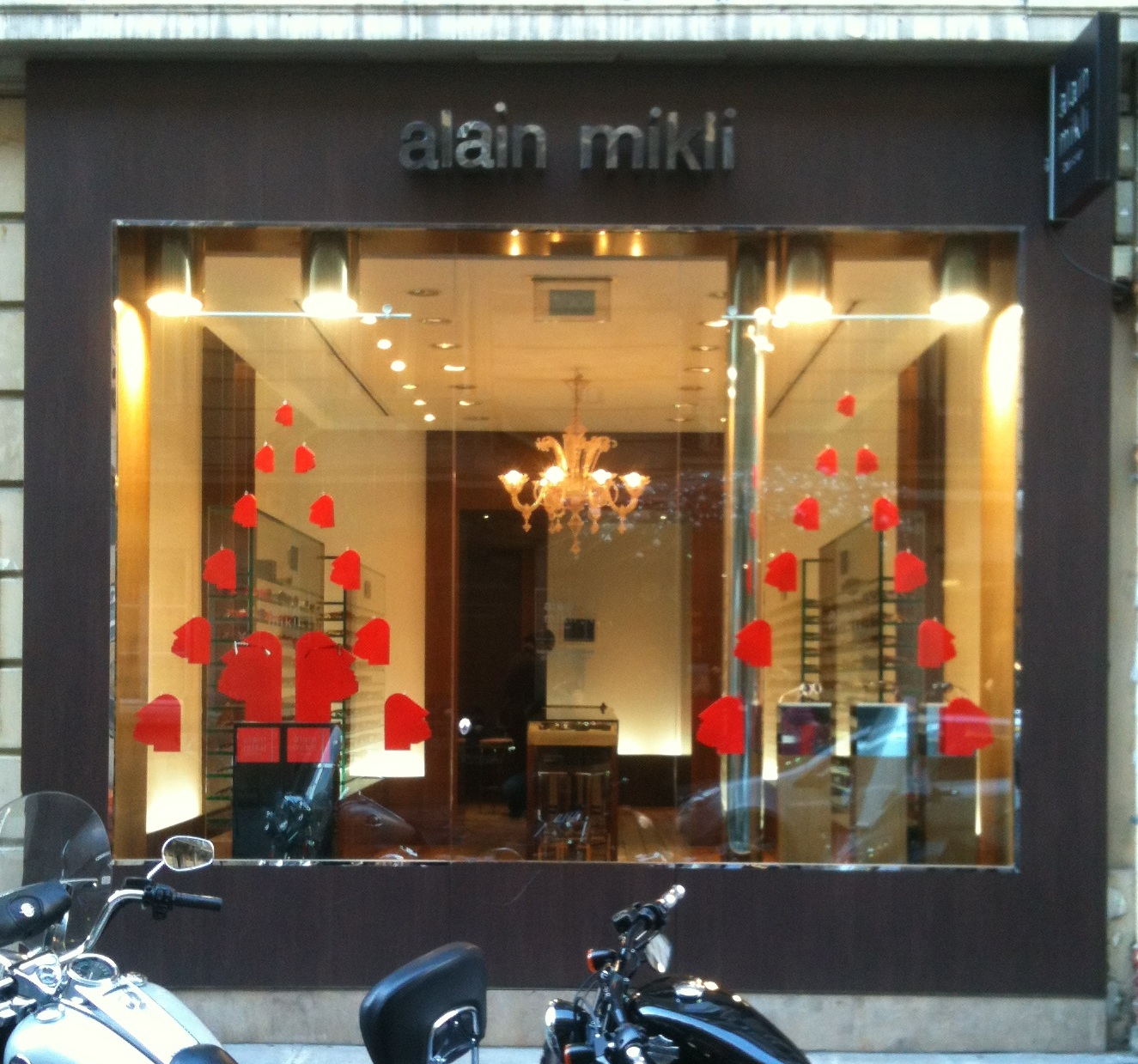
パリのアランミクリ直営店

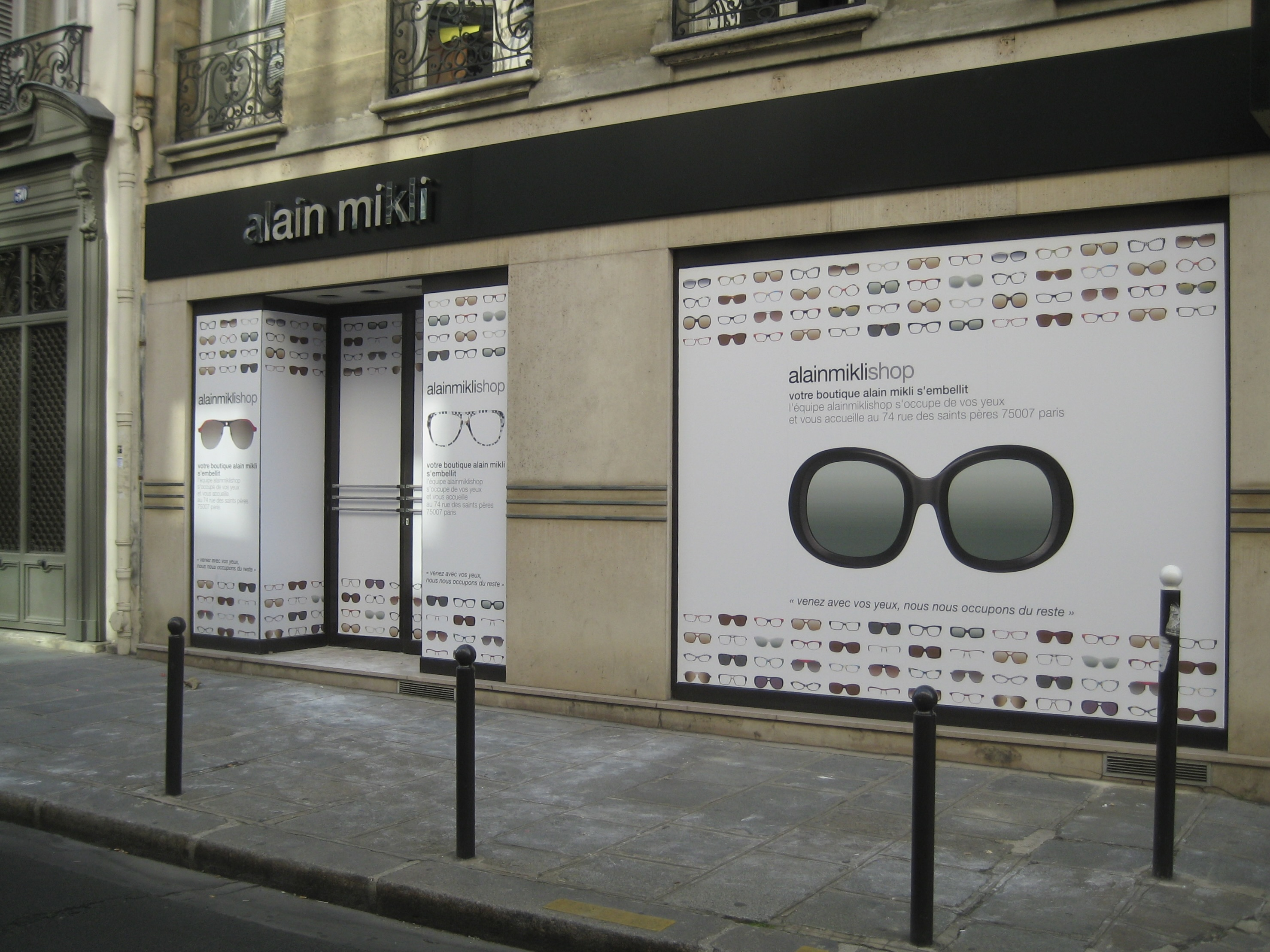
2012年のショップ外観（パリ）

アラン・ミクリ(Alain Mikli、1955年4月1日 - )は、高級アクセサリーや眼鏡のハンドメイド製作者。フランス生まれのアルメニア人。高級眼鏡ブランド「アランミクリ」を立ち上げ、アラン・ミクリ・インターナショナルを創設した。本頁では、アラン・ミクリ本人およびブランドとしての「アラン・ミクリ」の双方について記載する。

## 特徴
アランミクリの眼鏡の特徴的な形状や色使いは、政治家や経営者などの上流階級の顧客に高く評価される。ミクリはそれらの色使いは、レバノンのアルメニア人の伝統的な配色に由来しているとしている。左右どこから見ても美しく、オブジェのような個性的な配色が特徴とされる。

## 歴史
1955年、フランスのローヌ＝アルプ地域圏に生まれる。父親はオーケストラの指揮者、母親は仕立屋であった。12歳の時にパリのフルネル眼鏡学院に入学し1976年に卒業。その後眼鏡店に就職したが1年ほどで退社。1978年、23歳の時に自身のデザイン事務所「ミクリ・ディフュージョン社」をパリに開設。これがブランドとしての「アランミクリ」の創業である。創業間もなくの間は、クロード モンタナ(Claude Montana)等の有名ブランドの眼鏡のデザインを請け負った。創業当初より「見るための、そして見られるためのメガネ」、「機能性と審美性」をブランドのコンセプトとしている。
1983年、エルトン・ジョンを筆頭とする有名人がミクリがデザインした製品を着用して宣伝したことにより、ミクリのブランドは大きく脚光を浴びることになる。カニエ・ウェストは自身のミュージックビデオ「Stronger」でミクリのサングラスを着用することをデザイナーに求められて採用したが、このときに使用されたサングラスは後に「シャッターシェード」と広く呼ばれるようになった。1987年にパリのロジェ通りに初の店舗をオープンし、翌年にはニューヨークにも店舗を設けた。
2000年にはアランミクリは220人を雇用し、世界中で50万個の眼鏡を販売し、年間約220万フランス・フランを売り上げた。しかし会社が大きくなるにつれて、ミクリはデザインより会社経営のために時間を割かれるようになってしまう。2008年12月-2009年1月からタイでの販売が開始された。当初のモデルは関連会社の「ミクリ・タイランド」が製造し、2009年のタイ国内の販売額を1000万バーツと見込んでいた。
2009年にはミクリはイギリスの投資会社（NEOキャピタル）の傘下に入ることを選択し、経営を専門家に任せて新商品開発に回帰することになった。ミクリは財務や法務などの経営責任が精神的苦痛になっており、それらから解放されたことを素直に喜んだ。最高経営責任者にはミクリに変わってドミニク・アルバが就任した。これにより販売網強化の資金力を得るとともに、より独自性の強いデザインを生み出す環境が整った。アルバは、ミクリが多忙であったために活用されていなかったアイデアが社内に沢山死蔵されていることに驚いたとされる。また眼鏡以外の製品についても新規開発が着手された。
NEOキャピタルの傘下に入ったのちは、直営店は世界30店舗となり年商も毎年20％の割合で増加するようになった。ビッグブランドのような世界画一の店舗ではなく、各国の文化と市場にあわせた製品と店舗を展開するよう配慮されている。2011年の売り上げは約6000万ユーロ（約62億円）。
2013年1月23日、アラン・ミクリ・インターナショナルは、イタリアの巨大眼鏡企業ルックスオティカによって約9000万ユーロで買収された。ルックスオティカは世界最大の眼鏡メーカーでシャネルやブルガリ、コーチ、ポール・スミスなどの有名ブランドのライセンス生産を手掛ける他、レイバンや オリバーピープルズ（Oliver Peoples）、オークリー（Oakley）といった有名ブランドを傘下に持ち、アランミクリもそのグループに加わることになった。ミクリはルックスオティカとの共同経営により、製品の供給や品質、サービスといった面で、ブランドとしての「アランミクリ」が一層の発展が期待できるとして、ルックスオティカグループの一員になることを歓迎した。
2017年、ルックスオティカはフランスのレンズメーカー、エシロールと460億ユーロ（約5兆5600億円）の合併契約を交わし、ルックスオティカエシロール（LUXOTTICAESSILOR）となった。

## 日本でのアランミクリ
1989年、元麻布に日本初の直営店がオープンした（1995年に南青山店に移転）。海外出店はニューヨークに続く2番目であった。2000年に2号店となる丸の内店がオープン。その後、名古屋、心斎橋などに直営店が拡大した。これらの店舗の内装デザインは全てフィリップ・スタルクが担当した。2006年にオープンした心斎橋店にはVIPルームも設けられた。日本の輸入販売元はTFCだが、日本向けの眼鏡フレームは福井県鯖江市でも製造されている。2006年当時の日本での中心価格帯は5万円前後。
木村拓哉出演のCMで使われ、中田英寿、パフィー、SMAPらの国内有名ミュージシャンも愛用者として知られる。ミクリ本人も何度も来日しており、自分のデザインの真似をするデザイナーが多いと嘆いている。また、日本のフォーナインズは独創的だとして高く評価しており、フォーナインズ直営店を訪問して創設者の三瓶哲男に面会している。2015年現在、日本でのアランミクリの眼鏡の売上高はフランス本国に次ぐ2位となっている。また日本市場はアランミクリの取扱店舗数では世界一。

## 特記事項
- 2015年10月、東京恵比寿の駒沢通り沿いに、パリのユーゴ・デノワイエと提携して「ユーゴ」というレストランを開業している[5]。
- 1999年、名古屋市のオプティカルテーラー・クレイドルは、アランミクリの絶版モデル「ナンバー1132」を90本限定で復刻して販売している[15]。